# Dichasianthus
Dichasianthus é um género botânico pertencente à família Brassicaceae.